# 奧斯拉特湖
53°21′27″N 14°22′11″E / 53.35750°N 14.36972°E
奧斯拉特湖（德語：Auslathsee），是德國的湖泊，位於該國東北部，由梅克倫堡-前波美拉尼亞州負責管轄，處於前波美拉尼亞-格賴夫斯瓦爾德縣，面積0.02平方公里，海拔高度29米，湖岸線長度0.7公里，最大水深4.8米。